# Ижукин, Алексей Иванович
Алексей Иванович Ижукин (1913—1992) — партизан Великой Отечественной войны, Герой Советского Союза (1942).

## Биография
Родился 28 февраля (13 марта) 1913 года в деревне Сытенки (ныне — Навлинский район Брянской области). После окончания начальной школы работал в колхозе, химлесхозе, на фасонно-литейном заводе. В 1935—1937 годах проходил службу в Рабоче-крестьянской Красной армии. В 1940 году вернулся в Сытенки, где был назначен председателем колхоза, а вскоре был избран председателем исполкома Пролысовского сельского Совета депутатов трудящихся Навлинского района.
В начале Великой Отечественной войны по решению Навлинского райкома ВКП(б) Ижукин остался в немецком тылу для организации партизанского движения в районе. В сентябре 1941 года он окончил курсы подрывников и с декабря того же года стал воевать в составе партизанского отряда «Народный мститель». Первая операция, в которой он участвовал уже в том же декабре 1941 года — подрыв немецкого склада боеприпасов — была им успешно выполнена. 9 января 1942 года Ижукин с группой партизан из винтовки сбил немецкий самолёт и взял в плен его экипаж. 14 февраля им было подорвано два моста по дороге Брянск — Киев, а в конце марта того же года в районе станции Полужье пустил под откос эшелон из 47 вагонов, в результате чего погибли 204 немецких солдата и офицера, ещё около 400 получили ранения. Всего боевой группой А. И. Ижукина было пущено под откос 11 эшелонов врага, взорвано 15 мостов, из них 9 — железнодорожных, склад боеприпасов и 20 автомашин. В результате диверсионной деятельности было уничтожено свыше 3 тыс. немецких солдат и офицеров, не менее 100 вагонов с боеприпасами.
Указом Президиума Верховного Совета СССР «О присвоении звания Героя Советского Союза партизанам, особо отличившимся в партизанской борьбе в тылу против немецких захватчиков» от 1 сентября 1942 года за «отвагу и геройство, проявленные в партизанской борьбе в тылу против немецких захватчиков» удостоен высокого звания Героя Советского Союза с вручением ордена Ленина и медали «Золотая Звезда» за номером 765.
Продолжал активную партизанскую деятельность, обучал минно-подрывному делу молодых партизан, разрабатывал новые разновидности взрывных устройств, в том числе числе «нахальную» мину для железнодорожных путей, закладываемую непосредственно перед проходом эшелона.
После освобождения Брянской области Ижукин вновь руководил колхозом. Позднее стал руководителем Навлинского химлесхоза, Навлинского райпромкомбината. В 1945 году окончил Ленинские курсы при ЦК ВКП(б). С 1965 года проживал в Брянске, находился на партийной и советской работе. В 1979 году вышел на пенсию. Умер 19 декабря 1992 года, похоронен в Брянске на Ковшовском кладбище.
Был также награждён орденами Отечественной войны 1-й степени и Трудового Красного Знамени, рядом медалей.
В честь Алексея Ивановича Ижукина названа улица в Навле.